# The Krays - I corvi
The Krays - I corvi (The Krays) è un film del 1990 diretto da Peter Medak, basato sulla vita di due criminali londinesi, Ronald e Reginald Kray, noti come i gemelli Kray, interpretati rispettivamente da Gary Kemp e Martin Kemp (componenti del noto gruppo musicale degli Spandau Ballet). La medesima storia ha ispirato anche il film del 2015 Legend.

## Trama
Il film descrive l'ascesa, la fortuna e la successiva caduta in disgrazia dei gemelli Kray, al secolo Ronald e Reginald Kray, che durante gli anni cinquana e sessanta svolsero lucrose attività criminali nella swinging London, grazie a connivenze politiche e sociali, nonché a rapporti proficui con Cosa Nostra.

## Produzione

### Regia
Il film fu diretto da Peter Medak, per iniziativa dello scrittore Philip Ridley.

### Cast
- Gary Kemp: interpreta Reginald Kray, che si macchiò di numerose attività criminali, in coppia con il fratello gemello Reginald.
- Martin Kemp: impersona Ronald Kray, lo psicopatico fratello di Reginald, con il quale diventò noto come "gemelli Kray".
- Billie Whitelaw: interpreta Violet Kray, madre di Ronald e Reginald.
- Alfred Lynch: veste i panni del fratello maggiore dei gemelli, Charlie Kray.
- Steven Berkoff: interpreta il gangster George Cornell, il cui omicidio in pubblico ad opera di Ronald causò l'arresto dei Kray.

## Distribuzione
Il film è uscito nel Regno Unito il 27 aprile 1990, distribuito dalla Rank Film Distribution. All'epoca dell'uscita entrambi i Kray erano ancora in vita e condannati all'ergastolo (Reginald in carcere, dove morì nel 2000 e Ronald in manicomio criminale, dove morì nel 1995).

## Cameo
Nella pellicola è presente un piccolo cameo dell'attore Vernon Dobtcheff, che interpreta il maestro di scuola elementare dei gemelli.

## Curiosità
- Gary e Martin Kemp sono realmente fratelli come i Kray (ma non gemelli).

## Colonna sonora
La colonna sonora del film è formata dai seguenti brani riarrangiati da Michael Kamen:
- Bitter Sweet - Chris Rea
- She's not here - The Zombies
- Balling the Jack - Jimmy Jewel
- Walk Away - Matt Monro

## Premi
- Candidatura BAFTA: migliore attrice non protagonista a Billie Whitelaw.
- Vincitore Evening Standard Award: miglior film a Peter Medak.
- Vincitore Fantasporto: miglior attrice a Billie Whitelaw.
- Vincitore George Delerue Prize for Music: miglior musica a Michael Kamen.
- Vincitore Evening Standard Award: migliore promessa a Philip Ridley